# The Wave (album)
Pour les articles homonymes, voir The Wave.
Singles
1. Quicksand
Sortie : 26 août 2016

The Wave est le premier album studio de l'auteur-compositeur-interprète anglais Tom Chaplin, sorti en 2016.

## Genèse et enregistrement
Tom Chaplin enregistre son premier album studio en pleine « pause » du groupe Keane afin que les membres du groupe puissent passer du temps avec leurs proches, comprenant onze titres écrits par lui-même et décrivant en trois mots : « emprisonnement, libération et compréhension ».

## Single
Le premier single Quicksand de cet album sort le 26 août 2016, s'affirmant « comme une lettre ouverte offerte à sa fille » sur une pop mélodique.

## Liste des titres
| No  | Titre               | Auteur                                 | Durée |
| --- | ------------------- | -------------------------------------- | ----- |
| 1.  | Still Waiting       | Tom Chaplin - Dan Heath                | 3:51  |
| 2.  | Hardened Heart      | Tom Chaplin - Max McElligott           | 3:44  |
| 3.  | The River           | Tom Chaplin - Matt Hales               | 4:12  |
| 4.  | Worthless Words     | Tom Chaplin - Matt Hales               | 3:05  |
| 5.  | I Remember You      | Tom Chaplin                            | 3:46  |
| 6.  | Bring the Rain      | Tom Chaplin - Max McElligott           | 4:16  |
| 7.  | Hold On to Our Love | Tom Chaplin - Max McElligott           | 3:45  |
| 8.  | Quicksand           | Tom Chaplin - Matt Hales               | 4:03  |
| 9.  | Solid Gold          | Tom Chaplin - Paul Barry - Mark Taylor | 3:53  |
| 10. | See It So Clear     | Tom Chaplin - Matt Hales               | 4:34  |
| 11. | The Wave            | Tom Chaplin - David Kosten             | 3:24  |

| 12. | Better Way     | Tom Chaplin - Jim Eliot   | 4:10 |
| 13. | Turning Back   | Tom Chaplin               | 3:32 |
| 14. | Love Wins      | Tom Chaplin               | 3:58 |
| 15. | Cheating Death | Tom Chaplin               | 4:15 |
| 16. | Bound Together | Tom Chaplin - Matt Morris | 3:21 |

## Crédits et personnel
- Voix : Tom Chaplin